# Alkali-carbonaat-reactie
De alkali-carbonaat-reactie is een anorganische reactie waarvan verondersteld wordt dat zij verantwoordelijk is voor de degradatie van beton die dolomiet als aggregaat bevat. De reactie leidt tot vorming van magnesiumhydroxide (bruciet) en calciumcarbonaat (calciet):
{\displaystyle {\ce {CaMg(CO_3)2 + 2NaOH -> CaCO3 + Mg(OH)2 + Na2CO3}}}
Het natriumhydroxide is afkomstig van het cement. Doordat het water absorbeert, is het ontstante bruciet verantwoordelijk voor volumetrische expansie van het beton. Hierdoor kunnen kleine scheurtjes ontstaan, die verdere degradatie van het beton in de hand werken.